# Louise Burgaard
Louise Katharina Vinter Burgaard (Esbjerg, 1992. október 17. –) világbajnoki-és olimpiai bronzérmes dán válogatott kézilabdázó, jobbátlövő, jelenleg az Odense Håndbold játékosa.

## Pályafutása
Klubcsapattal nemzetközi kupában először a 2010–2011-es szezonban a KIF Vejennel mutatkozhatott be. A Bajnokok ligája selejtezőjében ugyan elbuktak, de az EHF-kupában a negyeddöntőig jutottak. A hat nemzetközi mérkőzésen 18 évesen Burgaard összesen 32 gólt lőtt.
2013-ban a Team Tvis Holstebro csapatával megnyerte az EHF-kupát. A következő évben igazolt a Viborg HK-hoz, amellyel a sikertelen Bajnokok ligája kvalifikáció után a Kupagyőztesek Európa-kupáját, valamint pályafutása során először a dán bajnokságot is megnyerte. 2015 óta az FC Midtjylland Håndbold játékosa.
A dán válogatottal a 2011-es világbajnokság óta vesz részt nemzetközi tornákon, pályára lépett a 2012-es olimpián is. Legnagyobb sikerét a 2013-as világbajnokságon érte el, ahol bronzérmet szerzett.

## Sikerei
- Dán bajnokság győztese: 2014
- Dán kupa győztes: 2013, 2015
- EHF-kupa győztes: 2013
- EHF-kupagyőztesek Európa-kupája győztes: 2014
- Világbajnokság bronzérmes: 2013, 2021, 2023
  - Az All-Star csapat tagja, a legjobb jobbátlövő (2023)

## Magánélete
Házas. Férje Andreas Vinter. Házasságuk révén mindkettejük vezetékneve Vinter Burgaard lett.